# Duplo (cioccolato)
Il Duplo è una barretta di cioccolato prodotta dalla Ferrero a partire dal 1964. Nata come tavoletta di cioccolato al gusto di latte e nocciole, dal 1987 si è trasformata in una cialda di wafer ripiena di crema al cioccolato e contenente tre nocciole intere.

## Varianti
La Ferrero ne ha lanciato sul mercato due varianti, il  Duplo fondente, che è ripieno di cacao e mini praline di cioccolato extra (poi sostituite con le classiche nocciole), e il Duplo bianco, ricoperto di cioccolato bianco. 
Fuori dall'Italia la forma della barretta è completamente diversa, composta da wafer ricoperti di cioccolato al latte, di vari gusti, ma priva di nocciole intere all'interno e di forma molto simile al Tronky.